# 쓰루노유 온천 (도쿄도)
쓰루노유 온천(일본어: 鶴の湯温泉 쓰루노유온센[*])은 일본 도쿄도 니시타마군 오쿠타마정에 있는 온천이다.